# British Boxing Board of Control
Die British Boxing Board of Control (BBBofC) ist der Dachverband des professionellen Boxens in Großbritannien. Er wurde 1929 von dem alten National Sporting Club gegründet und hat seinen Hauptsitz in der walisischen Hauptstadt Cardiff.
Die BBBofC ist einer von mehreren Verbänden, die mit dem WBC assoziiert sind und weltweit einer der bekanntesten und bedeutendsten nationalen Verbände im Profiboxen. In diesem Bereich wird unter anderem der Titel des britischen und englischen Meisters in den jeweiligen Gewichtsklassen verliehen.
Charles Giles ist der derzeitige Präsident und Robert Smith der derzeitige Generalsekretär.